# Teatrí

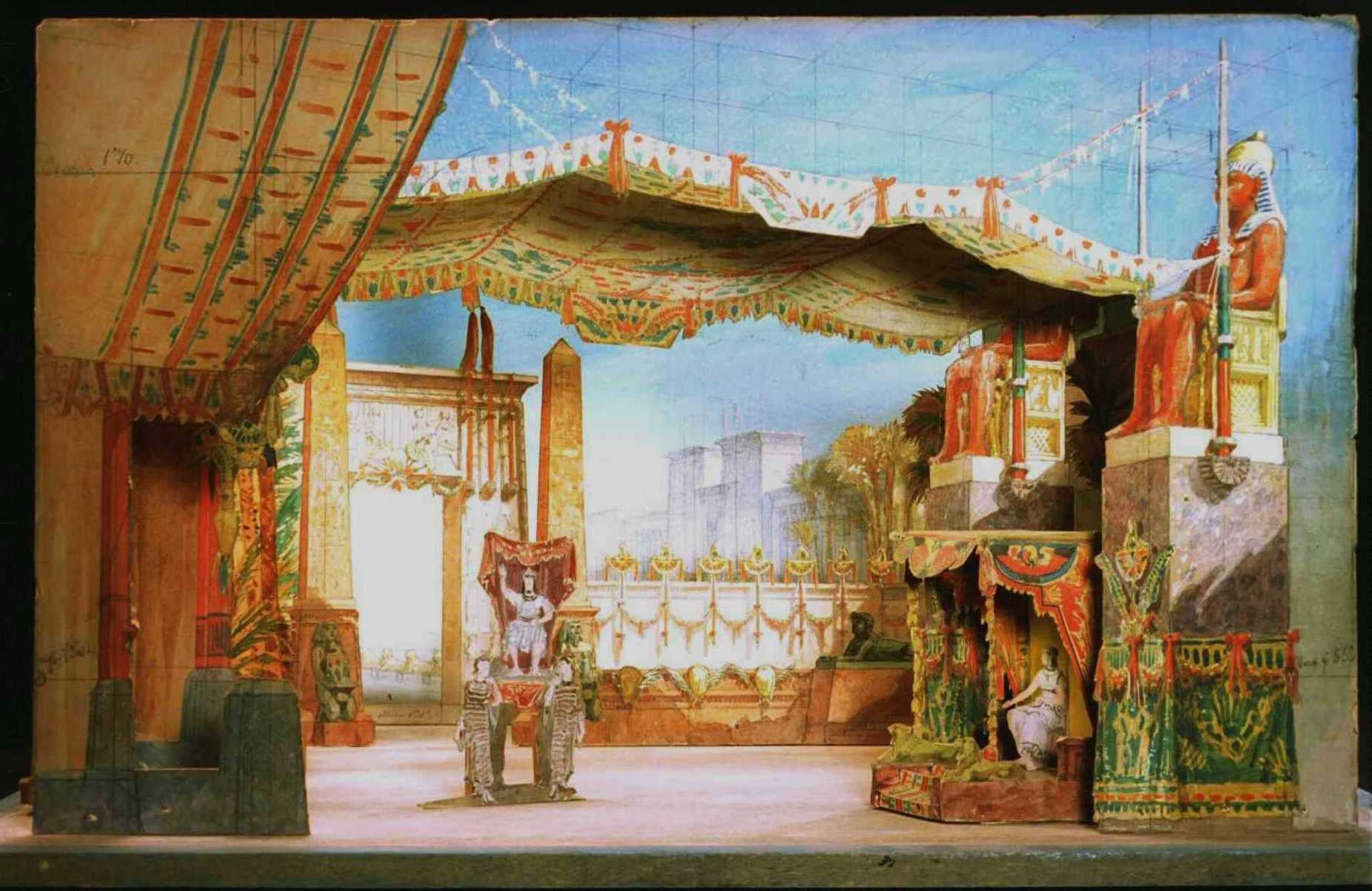
Teatrí per a l'òpera Aida

Un teatrí és una representació reduïda i en tres dimensions d'un teatre, o més concretament del seu escenari, que es pot usar per a assajar l'escenografia i la situació i moviments dels intèrprets, per exemple. Actualment aquesta mena de maquetes s'han substituït la major part dels casos per tècniques de dibuix assistit per ordinador.
El teatrí és també l'espai escènic en el qual poden actuar titelles i ombres xineses, per exemple.
Un teatrí fictici prou conegut és l'element central de l'obra teatral E.R., de Josep Maria Benet i Jornet, que precisament té gravades les inicials "E. R.".